# 824-й отдельный разведывательный артиллерийский дивизион
824-й отдельный армейский разведывательный артиллерийский дивизион Резерва Главного Командования — воинское формирование Вооружённых Сил СССР, принимавшее участие в Великой Отечественной войне.
Сокращённое наименование — 824-й оарадн РГК. полевая почта 56266

## История
Сформирован 25 апреля 1942 года на базе радн 364-го  кап 33-й армии Западного фронта (Приказ НКО СССР № 0293 от 19 апреля 1942 года "Об изменении штатов артиллерийских частей ") .
В действующей армии с 25.04.1942 по 28.05.1944.
В ходе Великой Отечественной войны вёл артиллерийскую разведку в интересах артиллерии соединений  33-й армии Западного фронта и 2-го Белорусского  фронтов.
28 мая 1944 года в соответствии с приказом НКО СССР от 16 мая 1944 года №0019 «Об усилении армий артиллерийскими средствами контрбатарейной борьбы», директивы заместителя начальника Генерального штаба РККА от 22 мая 1944 г. №ОРГ-2/476 824-й оарадн обращён на формирование 142-й  пабр 33-й армии 2-го Белорусского фронта .

## Состав
до августа 1943 года
- Штаб
- Хозяйственная часть
- батарея звуковой разведки (БЗР)
- батарея топогеодезической разведки (БТР)
- взвод оптической разведки (ВЗОР)
- фотограмметрический взвод (ФГВ)
- артиллерийский метеорологический взвод (АМВ) (в августе 1943 года передан в штабную батарею УКАРТ армии)
- хозяйственный взвод

с августа 1943 года
- Штаб
- Хозяйственная часть
- 1-я батарея звуковой разведки (1-я БЗР)
- 2-я батарея звуковой разведки (2-я БЗР)
- батарея топогеодезической разведки (БТР)
- взвод оптической разведки (ВЗОР)
- фотограмметрический взвод (ФГВ)
- хозяйственный взвод

## Подчинение
| Дата                 | Фронт                 | Армия      | Корпус | Дивизия | Бригада | Примечания |
| -------------------- | --------------------- | ---------- | ------ | ------- | ------- | ---------- |
| 25.04.42 -24.04.44г. | Западный фронт        | 33-я армия | -      | -       | -       | -          |
| 24.04.44 -28.05.44г  | 2-й Белорусский фронт | 33-я армия | -      | -       | -       | -          |

## Командование дивизиона
Командир дивизиона
- капитан, майор Мешков Александр Иванович

Начальник штаба дивизиона
- капитан Горбунов Борис Сильверстович
- капитан Онянов Виктор Степанович

Заместитель командира дивизиона по политической части
- майор Мелеша Семён Петрович

Помощник начальника штаба дивизиона
- ст. лейтенант, капитан Черкасов Михаил Петрович

Помощник командира дивизиона по снабжению

## Командиры подразделений дивизиона
Командир БЗР(до августа 1943 года)
- капитан Онянов Виктор Степанович

Командир 1-й БЗР
- ст. лейтенант, капитан Мутовкин Александр Николаевич

Командир 2-й БЗР
- капитан Онянов Виктор Степанович
- ст. лейтенант Разумовский Виктор Николаевич

Командир БТР
- капитан Давыденко Павел Андреевич

Командир ВЗОР
- ст. лейтенант Любимов Селивёрст Романович

Командир ФГВ
- ст. лейтенант Спиркин Пётр Семёнович

Командир АМВ